# Poultonella alboimmaculata
Poultonella alboimmaculata är en spindelart som först beskrevs av George William Peckham och Elizabeth Maria Gifford Peckham 1883.  Poultonella alboimmaculata ingår i släktet Poultonella och familjen hoppspindlar. Inga underarter finns listade i Catalogue of Life.